# Smeringopus pholcicus
Smeringopus pholcicus är en spindelart som beskrevs av Embrik Strand 1907. Smeringopus pholcicus ingår i släktet Smeringopus och familjen dallerspindlar. Inga underarter finns listade i Catalogue of Life.